# Aristide le Juste
Pour les articles homonymes, voir Aristide et Aristeidès.
Aristide le Juste (en grec ancien : Ἀριστείδης / Aristeidês), né vers 550 av. J.-C. dans le dème d'Alopèce, et mort en 467 av. J.-C., est un homme d'État et général athénien. En tant que stratège, il prend une part active aux victoires athéniennes de Salamine et de Platées. Rival politique de Thémistocle, il contribue à la fondation de la ligue de Délos.

## Biographie
Aristide est peu mentionné par les auteurs contemporains, mais Plutarque lui consacre une biographie près de six siècles après sa mort.
Issu des Eupatrides, groupe social des patriciens d'Athènes, et fils d'un dénommé Lysimaque, Aristide participe en tant que stratège à la bataille de Marathon en 490. Chef du parti oligarchique, il est élu archonte éponyme en 489 et s'oppose au démocrate Thémistocle et à sa politique d'impérialisme maritime. Selon certains auteurs, cités par Plutarque, leur rivalité remonte à l’enfance. L'historien dépeint Thémistocle comme hardi et rusé, et Aristide comme « doté d'un caractère solide, tendu vers la justice, n'admettant aucune forme de mensonge, de flatterie ou de déguisement, même pour jouer ». Selon Ariston de Céos, c'est plutôt une rivalité amoureuse qui se serait transformée en rivalité politique.

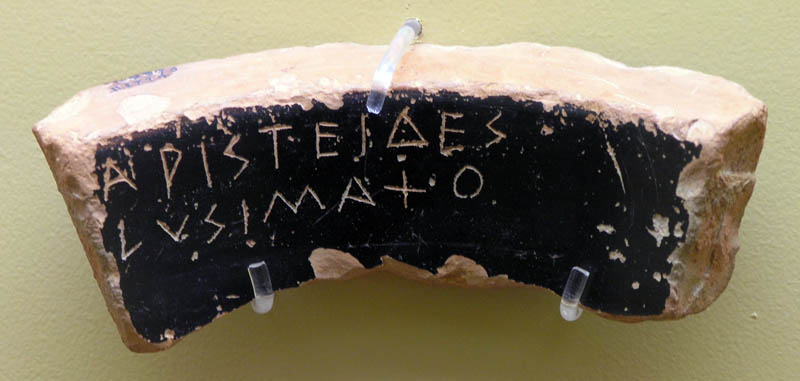
Ostrakon portant le nom d'Aristide, 483 / 482 av. J.-C., musée de l'Agora antique d'Athènes.

Aristide est frappé d’ostracisme en 482, après s'être opposé au projet de Thémistocle d'utiliser le revenu des mines du Laurion afin de construire une flotte de guerre. Mais il est rappelé lors de l'invasion de la Grèce par Xerxès et contribue à la victoire grecque à Salamine en 480, en anéantissant une garnison perse installée sur l'île de Psyttaleia.

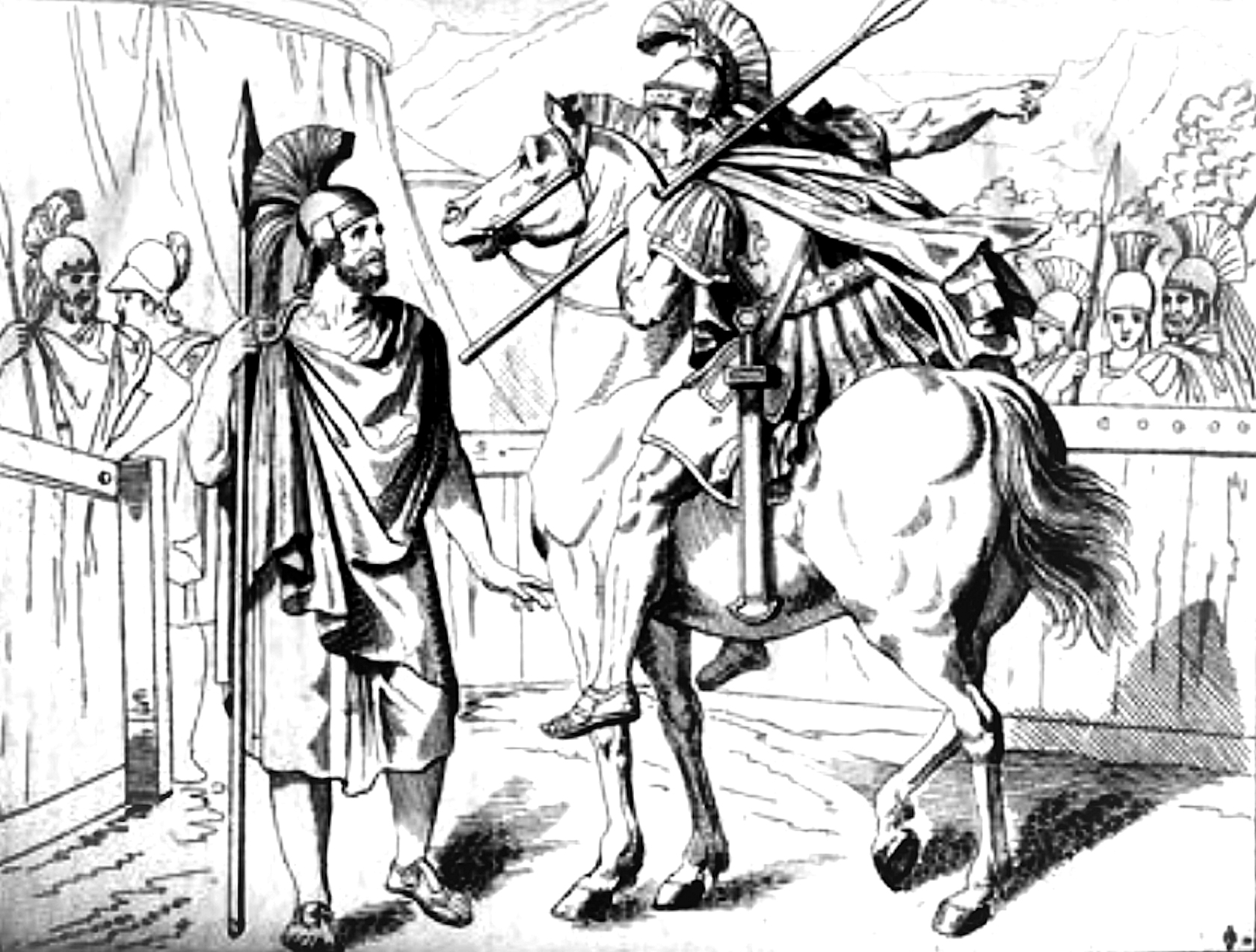
Alexandre de Macédoine informant Aristide de la situation des Perses à la veille de la bataille de Platées (479).

En 479, il commande le contingent athénien, sous les ordres du général spartiate Pausanias, lors de la victoire de Platées contre les Perses. La veille de la bataille, le roi Alexandre Ier de Macédoine se rend dans le camp des Grecs afin de prévenir Aristide de la situation critique de l'armée perse et de leur attaque imminente,. Aristide institue une fête, les Éleuthéries, en l'honneur de cette victoire.
Au moment de la fondation de la ligue de Délos en 477, il est désigné, en raison de sa réputation d'homme juste et impartial, afin de recevoir le serment des cités grecques et de fixer le montant du phoros, le tribut fédéral,.
Il meurt en 467 si pauvre, selon la tradition, que c'est l'État qui doit doter ses filles et pourvoir à leurs funérailles. Eschine de Sphettos affirme qu'Aristide a passé sa vie dans le dénuement, tandis que Démétrios de Phalère s'élève vivement contre ce récit et présente au contraire plusieurs preuves de la richesse d'Aristide. Il est enterré à Phalère.

## Postérité

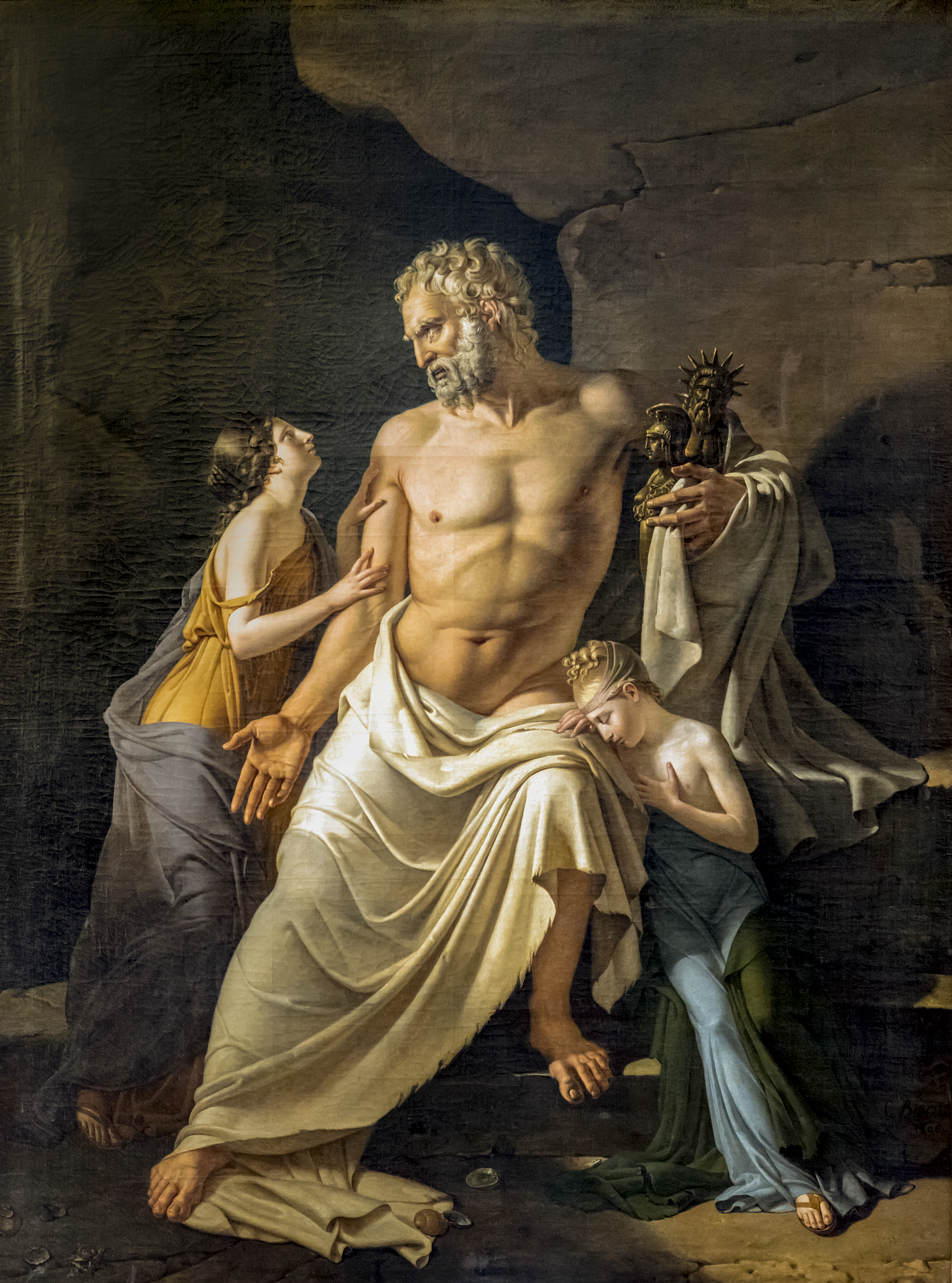
Charles Brocas, Aristide condamné à l'ostracisme (1806), musée des Augustins de Toulouse.

Hérodote décrit Aristide comme un « homme de bien et très-juste ». Platon rapporte qu'Aristide fut digne d’estime, parce qu’il a gouverné par la vertu de la justice. « En effet, dit-il, Thémistocle, Cimon et Périclès ont rempli Athènes de portiques, de richesses et de mille superfluités ; mais Aristide a gouverné par la vertu ».
D'après une anecdote de Plutarque, Thémistocle aurait déclaré que la plus grande qualité d’un général était de savoir prévoir les plans des ennemis. Aristide aurait répondu que cette qualité est en effet nécessaire, mais que « ce qui est vraiment digne d’un général, c’est d’avoir toujours les mains pures ».
Selon Aristote, Aristide et Thémistocle furent les chefs du peuple athénien dès la bataille de Salamine. Le philosophe note que tandis que Thémistocle était habile dans l'art militaire, Aristide maîtrisait l'action politique, raison par laquelle le peuple trouvait Aristide comme un homme supérieur en honnêteté en face de ses contemporains. Aristote dit aussi que Thémistocle fut un général, alors qu'Aristide fut le conseiller politique d'Athènes.
Théophraste souligne la perplexité d’Aristide entre les principes de sa morale et les exigences de la politique, et dit de lui que, d'une justice de renom dans les affaires personnelles comme dans celles qui regardaient les particuliers, il ne consultait souvent, dans l'administration publique, que l'intérêt de sa patrie, qui exigeait de fréquentes injustices. Selon Théophraste toujours, dans son traité Sur le Plaisir, Aristide était bien plus brillant que tous les gens de sa génération, et ne se vautrait pas dans la volupté.
La vertu d'Aristide est aujourd'hui considérée par les historiens comme un mythe, où la conception antique du citoyen idéal est plaquée sur un individu finalement mal connu.

### Sources
- Aristote, Constitution d'Athènes
- Hérodote, Histoires
- Plutarque, Vies parallèles, Aristide